# Pontificado de Bento XVI

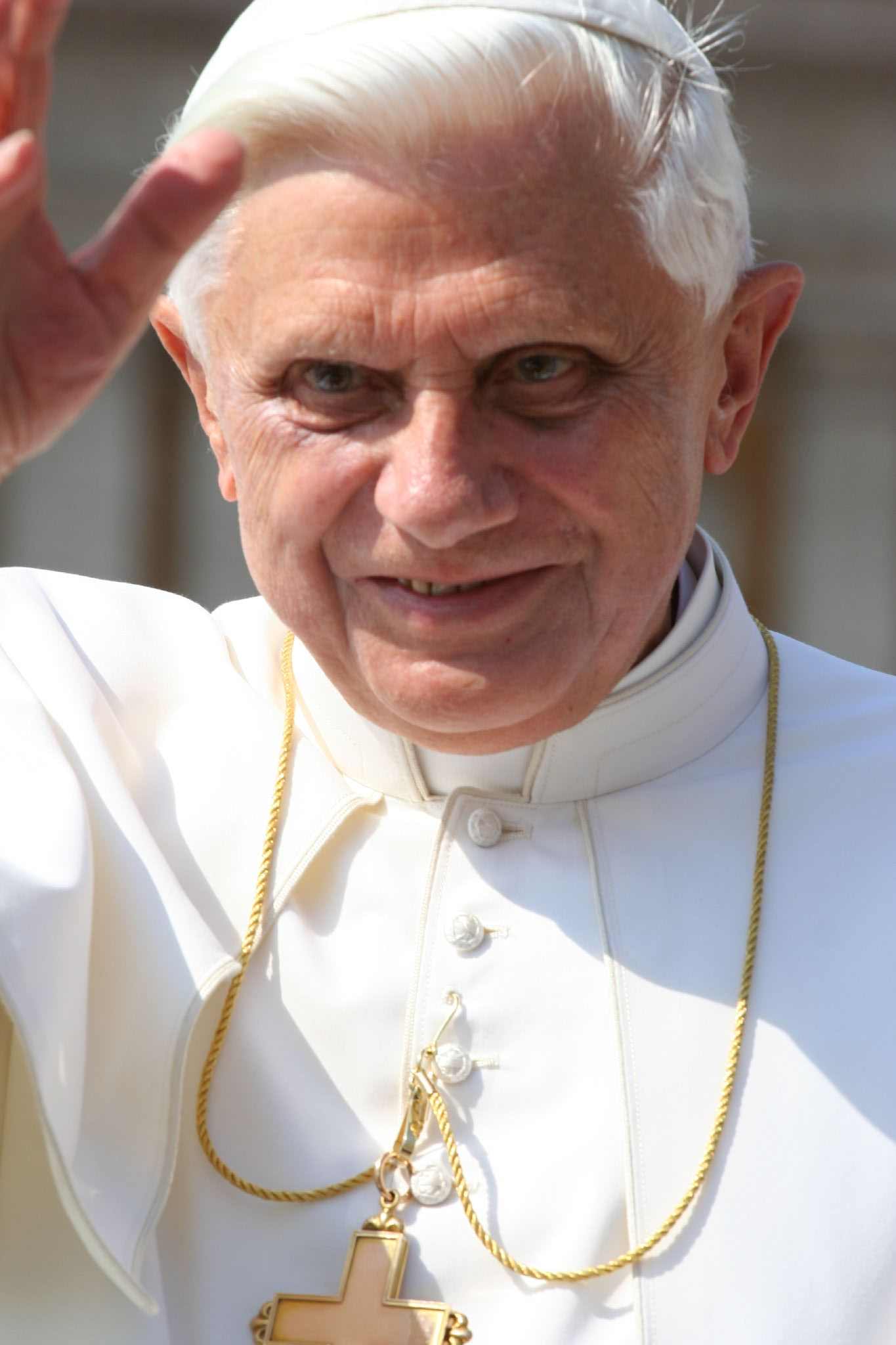
O Papa Bento XVI

A primeira encíclica do Papa Bento XVI, Deus Caritas est - (Deus é Amor) "sobre o amor cristão", documento oficial denso, com que praticamente delineia os rumos que pretende dar ao seu pontificado, foi publicada em 25 de dezembro de 2005, ainda no seu primeiro ano. Neste documento, basicamente, envia uma mensagem de paz ao mundo: "Num mundo em que ao nome de Deus se associa, às vezes, a vingança ou mesmo o dever do ódio e da violência, essa é uma mensagem de grande atualidade e de significado muito concreto. Por isso, na minha primeira encíclica, desejo falar do amor com que Deus nos cumula e que deve ser comunicado aos outros por nós. (...) O meu desejo é insistir sobre alguns elementos fundamentais, para, assim, suscitar no mundo um renovado dinamismo de empenhamento na resposta humana ao amor divino."

## Atenção à juventude e à família
Bento XVI deu continuidade aos encontros com a juventude iniciados por seu antecessor João Paulo II. A 13 de agosto de 2005, o cardeal americano James Francis Stafford anunciou no Vaticano que seria concedida uma indulgência (a absolvição da pena temporal) aos participantes na Jornada Mundial da Juventude a realizar entre 13 e 21 de agosto de 2005 em Colónia, na Alemanha. Em 8 e 9 de julho de 2006, participou do "V Encontro Mundial do Papa com as Famílias" em Valência, Espanha.
O Papa tem demonstrado capacidade de mobilizar as multidões, em 2011, por ocasião da XXVI Jornada Mundial da Juventude, reuniu quase 2 milhões de pessoas em Madri.

### Confissão e perdão
Milhares de jovens aproveitaram a visita do Papa à Espanha durante a XXVI Jornada Mundial da Juventude, em 2011 para ganhar o perdão da Igreja. O Parque do Retiro, que foi visitado pelo Papa no sábado, 20 de agosto, atraiu uma multidão de jovens arrependidos. O Papa tentou conduzir o público ao sacramento da Igreja que ganhou força nesta Jornada Mundial da Juventude, o Sacramento da Penitência. Foram instalados 200 confessionários ao ar livre e 800 confessores se revezavam no atendimento ao jovens.
Até o dia 22 de agosto em Madri, não apenas nos confessionários, mas em toda a cidade, a Igreja estava concedendo o perdão para o aborto, que previa na época, a excomunhão automática. Qualquer um dos sacerdotes pode conceder a absolvição durante este período da Jornada Mundial da Juventude.
Lixão
A orquestra paraguaia Sonidos de la Tierra, que foi criada em um lixão da capital paraguaia, Assunção, participou em Madri da Jornada Mundial da Juventude (JMJ).

### Namoro
Em 13 de setembro de 2011, ao clausurar o "Congresso Eucarístico Nacional Italiano" em Ancona, dirigiu esta mensagem aos jovens e namorados:
| “ | Como namorados estais a viver uma fase única, que abre para a maravilha do encontro e faz descobrir a beleza de existir e de ser preciosos para alguém, de poder dizer um ao outro: tu és importante para mim. Vivei com intensidade, gradualidade e verdade este caminho. Não renuncieis a perseguir um ideal alto de amor, reflexo e testemunho do amor de Deus! | ” |

## Ordenação de homossexuais
No dia 31 de agosto de 2005, o papa Bento XVI aprovou um documento eclesiástico segundo o qual, a igreja "não poderá admitir no seminário e nas ordens sagradas aqueles que praticam a homossexualidade, apresentam tendências homossexuais enraizadas ou apoiam o que se chama a 'cultura gay'".
Segundo Sua Santidade, a ordenação sacerdotal não é um direito, mas uma vocação, e o fomento à homossexualidade "cria obstáculos a uma relação justa com homens e mulheres". Tal proibição, contudo, não afeta os sacerdotes homossexuais já ordenados. Esta posição teve diversas reacções, tendo sido criticada por aqueles que a ela se opõem por entenderem que ela apontaria os homossexuais como 'bodes expiatórios' e por outro lado a orientação sexual de alguém que supostamente não pratica sexo deveria ser irrelevante.
O documento transcreve o catecismo da Igreja Católica no que diz respeito ao tema:
"No que respeita às tendências homossexuais profundamente radicadas, que um certo número de homens e mulheres apresenta, também elas são objectivamente desordenadas e constituem frequentemente, mesmo para tais pessoas, uma provação. Estas devem ser acolhidas com respeito e delicadeza; evitar-se-á, em relação a elas, qualquer marca de discriminação injusta. Essas pessoas são chamadas a realizar na sua vida a vontade de Deus e a unir ao sacrifício da cruz do Senhor as dificuldades que possam encontrar."
Este posicionamento do Magistério e outros correlatos têm sido repetidos de modo indiscrepante, como é de se esperar de qualquer papa da Igreja Católica, e não constituem surpresa. Da mesma forma, João Paulo II durante o seu longo pontificado diversas vezes escreveu e se pronunciou no mesmo sentido.

## Indulgência nos 150 anos de Lourdes
Por ocasião do 150º. aniversário das aparições da "Beata Virgem Maria" em Lourdes a Bernadette Soubirous, Bento XVI concedeu aos fiéis a indulgência plenária, conforme decreto tornado público em 5 de dezembro de 2007 e subscrito pelo cardeal James Francis Stafford e pelo bispo  Gianfranco Girotti, O.F.M. Conv., respectivamente Penitenciário Maior e Regente da Penitenciária Apostólica, àqueles que fizerem peregrinações ao santuário de Nossa Senhora de Lourdes na França entre 8 de dezembro de 2007 e 8 de dezembro de 2008 ou a um outro lugar digno e cumprirem as condições estabelecidas no documento.

## Defesa da vida e pastoral da saúde
Humanae vitae e concepção natural
No dia 10 de maio de 2008, Bento XVI discursou lembrando os 40 anos do documento do Magistério da Igreja que condenou os métodos contraceptivos, a encíclica Humanae vitae do Papa Paulo VI. O pontífice reiterou a proibição da Igreja a métodos de controle de natalidade, além de métodos artificiais de procriação (fertilização in vitro). Nenhuma técnica mecânica pode substituir o ato de amor que duas pessoas casadas trocam como sinal de um mistério maior", disse, "o que deve ser defendido é não só o verdadeiro conceito de vida, mas, acima de tudo, a dignidade de todas as pessoas."
Eutanásia e aborto

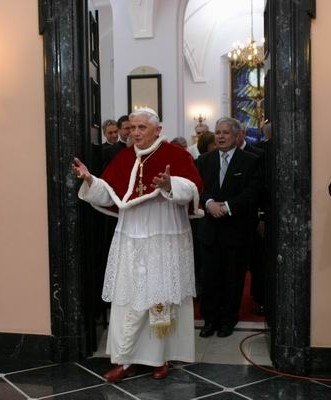
Na Polônia com Lech Kaczyński, 2006

Em 17 de novembro de 2007, ao receber os participantes da Conferência Internacional promovida pelo Pontifício Conselho para a Pastoral da Saúde, que teve lugar no Vaticano entre 15 e 17 de novembro, reiterou a condenação da eutanásia, criticou a "mentalidade eficientista" que considera o enfermo como sendo "um peso e um problema para a sociedade".
Afirmando que é justo recorrer aos cuidados paliativos em caso de necessidade, ainda que não possam curar, insistiu em que as famílias se encarreguem "com afeto" dos anciãos enfermos de modo que possam preparar a morte em "um clima de calor familiar". É necessário um compromisso geral para que a vida humana seja respeitada não só nos hospitais católicos, mas em todos os lugares onde se atende aos enfermos., disse.
Em mensagem a Dom Geraldo Lyrio Rocha presidente da Conferência Nacional dos Bispos do Brasil - CNBB por ocasião do início da Campanha da Fraternidade de 2008, diz que "o Papa João Paulo II, na Encíclica Evangelium Vitae, pôs em evidência a mentalidade individualista e hedonista que, com uma concepção distorcida da ciência, foi causa de novas violações da vida, em particular do aborto e da eutanásia. Certamente, todas as ameaças à vida devem ser combatidas; o Concílio Vaticano II, ao condenar tudo quanto se opõe à vida ou viola a integridade da pessoa humana e a sua dignidade, recordava que tudo isso "desonra mais aqueles que assim procedem, do que os que padecem injustamente" tais atitudes, pois ofendem gravemente a honra devida ao Criador (cf. Cons. Gaudium et spes, 27)."
Reiterou as críticas da Igreja a qualquer forma de eutanásia direta, em 25 de fevereiro de 2008, ao receber os participantes do Congresso Internacional "Junto ao enfermo incurável e ao moribundo: orientações éticas e operativas", promovido pela Pontifícia Academia para a Vida. Na ocasião afirmou que "Um maior respeito da vida humana individual passa inevitavelmente através da solidariedade concreta de todos e cada um, constituindo um dos desafios mais urgentes do nosso tempo".
Embriões humanos
Em 31 de janeiro de 2008, diante dos membros da Congregação para a Doutrina da Fé declarou que  os novos problemas relacionados com o congelamento de embriões humanos, com a redução embrionária, com o diagnóstico pré-implantatório, com as investigações sobre células estaminais embrionárias e com as tentativas de clonagem humana, mostram claramente que com a fecundação artificial extra corpórea, rompeu-se a barreira da defesa da dignidade humana. Quando seres humanos, no estado mais frágil e mais indefeso de sua existência são selecionados, abandonados, assassinados ou usados como puro "material biológico", como negar que são tratados não mais como um "alguém", mas como "uma coisa", pondo assim em discussão o conceito mesmo de dignidade humana?.

## La Sapienza
Bento XVI cancelou a visita que faria, em 17 de janeiro de 2008, à Universidade La Sapienza em Roma a convite do seu reitor Renato Guarini para a inauguração do ano acadêmico, dedicado "ao compromisso de abolir a pena de morte no mundo". Depois de um protesto de 67 professores, entre os mais de 4500 docentes daquela instituição, que incitaram uma centena de estudantes, o Papa houve por bem adiar a sua visita àquela universidade criada em 1303 pelo Papa Bonifácio VIII. O episódio gerou atos de solidariedade ao Papa no mundo inteiro, o chefe do governo italiano Romano Prodi solidarizou-se com Bento XVI, numerosas personalidades da vida política, social e cultural lamentaram o fato, temendo pela imagem da Itália no mundo. No discurso o Papa dizia: O que é que o Papa tem a fazer ou a dizer na universidade? Seguramente, não deve procurar impor de modo autoritário aos outros a fé, a qual pode ser dada somente em liberdade. O texto foi encaminhado à universidade e longamente aplaudido pelos presentes ao ato acadêmico.

## "Atualização dos pecados"
O Vaticano publicou uma lista em que atualiza comportamentos considerados pecaminosos. Drogas, poluição e manipulação genética bem como injustiças sociais e econômicas como sendo áreas de comportamento que são considerados pecados. "Certas violações de direitos fundamentais do homem através de experimentos e manipulações genéticas foram incluídas na lista" afirmou o dirigente da "Penitenciária Apostólica Monsenhor Gianfranco Girotti".

Brasão pontifício de Bento XVI

## Direitos Humanos
Em declaração feita em dezembro de 2008 Papa Bento XVI considerou "que ainda resta um longo caminho a ser percorrido para o pleno respeito aos ideais previstos na Declaração Universal dos Direitos Humanos, durante uma vigília no Vaticano por ocasião do 60º aniversário do documento; precisou que "os direitos humanos são frágeis porque privados de uma base sólida", disse que um longo caminho já foi percorrido mas falta ainda andar muito, disse, citando "o direito à vida, à liberdade, à segurança" e o "respeito à igualdade entre todos e à dignidade de cada pessoa".

## Paz e solidariedade
No Natal de 2008 Bento XVI, por ocasião da mensagem Urbi et Orbi, disse que "espera que o Natal traga a esperança para aqueles que sofrem com a guerra, o terrorismo, a injustiça e a pobreza e fez um apelo pela paz na Terra Santa." Fez ainda um apelo a uma solidariedade autêntica e a respeito da crise financeira global afirmou que "se as pessoas só considerarem seus próprios interesses, nosso mundo certamente desmoronará." Pediu pela paz na Terra Santa e chamou a atenção para os problemas do Zimbábue onde há hiperinflação e mortes por epidemia de cólera.

## Mozart
No dia 8 de setembro de 2010 o Bento XVI assistiu no Palácio Apostólico de Castelgandolfo a um concerto da Orquestra Sinfônica de Pádua e do Vêneto do Coro "Accademia della voce" de Turim, dirigidos pelo maestro Claudio Desderi, que interpretaram  "Requiem" de Wolfgang Amadeus Mozart.
Ao final do concerto que foi oferecido por motivo dos seus cinco anos de pontificado o Papa reafirmou o seu afeto particular que desde sempre o liga a Mozart. Lembrou que "cada vez que escutava sua música voltava com a memória para a sua igreja paroquial, quando criança, nos dias de festa, durante a Missa percebia no coração que um raio da beleza do céu me havia alcançado. Provo esta sensação ainda hoje, sempre que escuto esta grande meditação, dramática e serena sobre a morte".

## Relações com outras religiões
O pontificado de Bento XVI tem sido marcado por manter um esforço por incrementar o diálogo inter-religioso iniciado por seus antecessores, principalmente por João XXIII, Paulo VI e João Paulo II, para isto tem envidado esforços para manter encontros com personalidades de todas as religiões do mundo e explorado os pontos em comum existentes entre elas e a Igreja Católica.
Em 25 de janeiro de 2009, Bento XVI na basílica romana de São Paulo Extramuros, ao encerrar a "Semana de Preces para a Unidade dos Cristãos", afirmou na presença de diversos representantes de outras religiões cristãs que faltam "gestos corajosos de reconciliação" entre os cristãos, que vivem separados há quase mil anos. Disse que em um mundo onde prevalece "o trágico barulho da violência e das armas", os cristãos têm que ser "um instrumento de paz e de reconciliação".

## Relações diplomáticas

### 2007
- Celebrou-se um acordo entre a Santa Sé e a República das Filipinas (17 de abril) e em 30 de maio foram estabelecidas relações diplomáticas com os Emirados Árabes Unidos.

- Tony Blair, primeiro-ministro britânico, esteve com o Papa pela segunda vez em 23 de junho de 2007, na ocasião foram tratados assuntos relativos ao Iraque, Oriente Médio e Europa, o porta-voz do primeiro-ministro britânico classificou como "positivo" o encontro. Blair pouco tempo depois converteu-se ao catolicismo.[25].[26] Em 10 de novembro a Santa Sé, representada por D. Celestino Migliori, realizou uma intervenção na 62a. sessão da Assembleia Geral da ONU.

- Bamir Topi, presidente da República da Albânia, encontrou-se com o papa em 6 de dezembro, três dias antes a Santa Sé e a República da Albânia, em Tirana assinaram Acordo acerca de questões econômicas e tributárias, no qual são confirmados alguns princípios e definidas alguns pontos sobre a matéria. Pela Santa Sé assinou o Núncio Apostólico D. Giovanni Bualitis e pela Albânia Ridvan Bode, Ministro das Finanças.[27]

- Sarkozy - Em 20 de dezembro de 2007 recebeu a visita do presidente da França, Nicolas Sarkozy ocasião em que se deu uma atenção particular à situação internacional relativamente ao futuro da Europa, aos conflitos no Oriente Médio bem como aos problemas sociais e políticos de alguns países da África e ao sofrimento de pessoas sequestradas.Vladimir Putin e o Papa no Vaticano, 13.3.2007

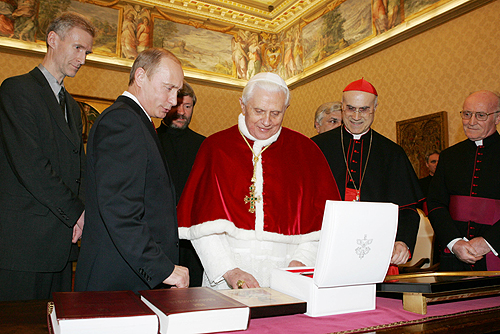
Vladimir Putin e o Papa no Vaticano, 13.3.2007

### 2008
- Kosovo - Em 2 de fevereiro recebeu Fatmir Sejdiu, presidente de Kosovo; num comunicado a Santa Sé informa que no que diz respeita a uma eventual declaração de independência do Kosovo, seguirá com particular atenção os desdobramentos na região e, na sua avaliação, terá em conta a orientação da Comunidade internacional, aproveitou a oportunidade para exortar a todos os envolvidos à reconciliação, à justiça e à paz.[28]  Recebeu também, em 6 de fevereiro, o presidente da República da Eslovênia, Danilo Türk, presidente da União Europeia para o primeiro semestre de 2008, quando tratou-se da situação dos Balcãs e de algumas questões em aberto entre a Igreja e aquele Estado.

- Em 31 de outubro recebeu em audiência Michel Sleiman, presidente da República do Líbano, quando se tratou da questão palestina e dos problemas das comunidades cristãs no Oriente Médio.[29]

- Em 5 de novembro foram estabelecidas relações diplomáticas formais ao nível de Nunciatura Apostólica e Embaixada com a República de Botsuana.[30]

- Acordo da Santa Sé com o Brasil - A Santa sé, em 13 de novembro assinou acordo com o governo do Brasil por ocasião da visita do presidente da República Lula ao papa Bento XVI. O documento consolida as relações entre a Igreja Católica e o Estado brasileiro e contém 17 cláusulas. Na prática, reafirma o que já consta do ordenamento jurídico brasileiro, aborda questões sobre ensino religioso facultativo nas escolas públicas e reafirma a imunidade tributária para pessoas jurídicas eclesiásticas, como igrejas e arquidioceses.[31]

- Cluster bombs - Bento XVI ratificou em 3 de dezembro a Convenção sobre as munições de fragmentação (cluster bombs), que prevê a proibição da produção, armazenamento, transferência e utilização da grande maioria das munições de fragmentação existentes e da totalidade daquelas até agora utilizadas. A cerimônia foi aberta em Oslo. A Santa Sé participou ativamente do processo e esteve entre os primeiros a propor a moratória sobre essas armas, fazendo parte do grupo de 6 Estados promotores dessa iniciativa juntamente com Áustria, Irlanda, México, Noruega e Peru.[32]

### 2009
- Faixa de Gaza - O Vaticano irritou o governo de Israel em 8 de janeiro com as declarações do cardeal Raffaele Martino de que este país transformou a Faixa de Gaza num grande campo de concentração ao responder os ataques do Hamas. Atacou também o governo Bush acusando o governo americano de ter ido à guerra contra o Iraque desnecessariamente. O Iraque é a última comprovação histórica de que a guerra não resolve, disse o cardeal.[33] O Papa pediu um cessar-fogo imediato ao se dirigir ao corpo diplomático acreditado junto à Santa Sé.

- Em 2 de fevereiro de 2009 o Papa recebeu as cartas credenciais do embaixador da Hungria, János Balassa. Na ocasião reafirmou "a importância primordial da família para a construção de relações sociais pacíficas em todos os níveis."[34]

- Brasil - Recebeu em 9 de fevereiro as credenciais do embaixador brasileiro Luiz Felipe Seixas Correa, no seu discurso diplomático o Santo Padre manifestou a esperança de que "de acordo com os princípios que guardam a dignidade humana, dos quais o Brasil sempre tem sido um paladino, que se prossiga fomentando e difundindo os valores humanos fundamentais, sobretudo quando se trata de reconhecer de modo explícito a santidade da família e a proteção do nascituro e da vida desde o momento da sua concepção até o seu término natural."[35]

- Grã-Bretanha - recebeu em audiência o primeiro-ministro Gordon Brown em 19 de fevereiro, quando se tratou da crise econômica mundial em curso. O papa e o primeiro-ministro do Reino Unido estiveram de acordo sobre a importância de um "renovado compromisso" da comunidade internacional para solucionar os conflitos existentes no mundo, em especial no Oriente Médio.[36]

### 2010
- O Observador Permanente da Santa Sé junto das Nações Unidas, Arcebispo Celestino Migliore, por ocasião do IV Diálogo de Alto Nível sobre o financiamento para o desenvolvimento, realizado em Nova Iorque em março, na sua intervenção lembrou que "o mundo em poucas semanas conseguiu encontrar milhares de milhões de dólares para ajudar os bancos e as instituições financeiras atingidas pela crise econômica recente, não conseguiu encontrar um por cento (1%) daquele valor para ajudar as necessidades das pessoas famintas, a começar pelos 3000 milhões de dólares necessários para fornecer refeições a crianças famintas nas escolas ou os 5000 milhões de dólares necessários para manter o fundo para a emergência alimentar do Programa Alimentar Mundial" [37]

- Hungria - No dia 10 de setembro o Bento XVI foi visitado pelo presidente da Hungria Pàl Schmitt, tratou-se em particular a colaboração da Igreja para o bem comum e, especialmente no âmbito familiar e social e se fez referências a alguns temas da atualidade política internacional.[38]

- Bósnia e Herzegovina - No dia 14 de setembro foi ratificado o Acordo entre a Santa-Sé e a Bósnia e Herzegovina sobre assistência religiosa aos fiéis católicos membros da Forças Armadas deste país, assinado em Sarajevo no dia 8 de abril de 2010. À cerimônia estiveram presentes o  Ministro para Assuntos Exteriores da Bósnia e Herzegovina, Sven Alkalaj,  a embaixadora bósnia junto à Santa Sé, Jasna Krivosic Prpic e o Secretário de Estado do Vaticano Cardeal Bertone.[39]

- A propósito da visita de Bento XVI ao Reino Unido de 16 a 19 de setembro de 2010, o embaixador britânico do Reino Unido junto à Santa Sé afirmou que junto da dimensão religiosa da viagem há o caráter diplomático. O caráter de visita de Estado se explica pelo interesse mútuo das relações: Nos últimos seis anos tivemos cinco visitas de primeiros-ministros à Santa Sé. Provavelmente só Washington e Bruxelas tiveram tantas visitas de primeiros-ministros britânicos. Nossas relações não são com a pequena Cidade-Estado mas com a Santa Sé. Nossas relações são com a presença global que tem a Santa Sé e que afeta 17/5% da população mundial. Portanto, toca muitas questões globais, como desenvolvimento internacional, desarmamento, mudança climática e a solução e prevenção de conflitos. [40]